# Хаминово (Вологодская область)
Хаминово — деревня в Сокольском районе Вологодской области.
Входит в состав Пельшемского сельского поселения, с точки зрения административно-территориального деления — в Пельшемский сельсовет.
Расстояние по автодороге до районного центра Сокола — 38 км, до центра муниципального образования Марковского — 3 км. Ближайшие населённые пункты — Поповское, Родионово, Тырыково, Зубцово.
По переписи 2002 года население — 2 человека.